# Spathidexia nexa
Spathidexia nexa là một loài ruồi trong họ Tachinidae.